# Rafael Rotter
Rafael Rotter (auch Raphael Rotter; * 14. Juni 1987 in Wien) ist ein ehemaliger österreichischer Eishockeyspieler, der mit der österreichischen Nationalmannschaft an zwei Weltmeisterschaften teilnahm.

## Karriere
Rafael Rotter spielte von 2001 bis 2004 bei den Wiener Eislöwen in der österreichischen Nationalliga. In der Saison 2004/05 spielte er dann beim EC Red Bull Salzburg, wo er sein ÖEHL-Debüt gab. Von 2005 bis 2008 trat er für das kanadische Franchise Guelph Storm, das ihn beim CHL Import Draft 2005 in der zweiten Runde als insgesamt 67. Spieler gezogen hatte, in der Ontario Hockey League aufs Eis. Nach einer Verletzung am Sprunggelenk wechselte er 2008 wieder in seine Heimatstadt Wien zurück, wo er seit dem bei den Vienna Capitals unter Vertrag steht. 2010 wurde Rotter nach einer Attacke gegen den Schiedsrichter Borut Lesnjak für 16 Ligaspiele gesperrt. 2011 erreichte er die beste Plus/Minus-Bilanz der Playoffs österreichischen Eishockeyliga.
Am Ende der Saison 2017/18 wurde er mit der Ron Kennedy Trophy als wertvollster Spieler ausgezeichnet und war auch Topscorer der Liga.
Zwischen 2018 und 2021 fiel Rotter immer wieder wegen Verletzungen aus und konnte sich im Sommer 2021 nicht auf einen neuen Vertrag mit den Capitals einigen. Nach 632 Ligaspielen und 501 Scorerpunkten für die Capitals wechselte er daher innerhalb der Liga zu den Black Wings Linz.
Im Sommer 2022 kehrte Rotter zu den Vienna Capitals zurück. In der Spielzeit 2023/24 stand Rotter beim EC Kitzbühel in der Alps Hockey League unter Vertrag. Anschließend beendete er seine Karriere und wurde Trainerassistent bei den Tirolern.

### International
Rotter vertrat Österreich im Juniorenbereich bei den U18-Weltmeisterschaften der Division I 2003, 2004, als er Topscorer und bester Vorbereiter des Turniers war, und 2005 sowie bei den U20-Weltmeisterschaften der Top-Division 2004 und der Division I 2005 und 2007, als er, wie schon drei Jahre zuvor in der jüngeren Altersklasse, erneut die meisten Punkte und Assists aufwies.
In der Herren-Nationalmannschaft debütierte er am 6. April 2007 beim 4:2-Erfolg im Freundschaftsspiel gegen Slowenien in Ljubljana. Er nahm mit dem Team aus dem Alpenland bisher an den Weltmeisterschaften der Top-Division 2011 und 2015 teil. Zudem vertrat er seine Farben bei der Qualifikation für die Olympischen Winterspiele in Sotschi 2014, war dann aber bei den Spielen selbst nur Ersatz.

## Erfolge und Auszeichnungen
- 2004 Topscorer und bester Vorbereiter bei der U18-Weltmeisterschaft der Division I, Gruppe A
- 2007 Topscorer und bester Vorbereiter bei der U20-Weltmeisterschaft der Division I, Gruppe B
- 2017 Österreichischer Meister mit den Vienna Capitals
- 2018 Ron Kennedy Trophy als wertvollster Spieler der ÖEHL
- 2018 Topscorer der ÖEHL

Außerdem erhielt Rotter die Ehre bei der Eröffnungszeremonie der 13. Europäischen Makkabiade am 6. Juli 2011 auf dem Wiener Rathausplatz die Flamme zu entzünden. Begründet wurde dies vom Vorsitzenden des Organisationskomitees Oskar Deutsch damit, dass Rotter einer der erfolgreichsten jüdischen Athleten in Österreich überhaupt sei.

## Karrierestatistik
(Legende zur Spielerstatistik: Sp oder GP = absolvierte Spiele; T oder G = erzielte Tore; V oder A = erzielte Assists; Pkt oder Pts = erzielte Scorerpunkte; SM oder PIM = erhaltene Strafminuten; +/− = Plus/Minus-Bilanz; PP = erzielte Überzahltore; SH = erzielte Unterzahltore; GW = erzielte Siegtore; 1 Play-downs/Relegation; Kursiv: Statistik nicht vollständig)